# Pseudobryobia knowltoni
Pseudobryobia knowltoni är en spindeldjursart som beskrevs av James P. Tuttle och Baker 1976. Pseudobryobia knowltoni ingår i släktet Pseudobryobia och familjen Tetranychidae. Inga underarter finns listade i Catalogue of Life.